# Happy Love Sick
Happy Love Sick — единственный сольный альбом музыканта Бинзера Сета (под псевдонимом Шифти Шеллшок) наиболее известного как фронтмен рэп-рок группы Crazy Town. Альбом включает в себя оригинальные синглы «Slide Along Side» и «Turning Me On». Сингл «Starry Eyed Surprise», совместная работа Пола Окенфолда и Shellshock, первоначально выпущенный в 2002 году на альбоме Оукенфолда «Бункка», также присутствует на этом диске.

## Музыкальный стиль и приём
Что касается его нового направления на альбоме, Шеллшок заявил в интервью Los Angeles Times в 2004 году: «Я пытался удалить тяжёлый рок-элемент (Crazy Town). Это больше похоже на серферский хип-хоп : рэп с элементами регги, немного танцевальной и экспериментальной музыки, влияний R&B» Тим Сендра из Allmusic оценил альбом в 3,5 звезды из 5 и написал в своём отзыве, что, хотя Happy Love Sick была омрачена несколько повторяющейся серией песен, тем не менее, это был «удивительно хороший альбом, который должен был появиться в конце лета на медленных тусовках, пляжных кострах и миксерах первокурсников».